# .458 SOCOM
.458 SOCOM (11,63 × 40 mm) je zmerno velik naboj, zasnovan za specializiran zgornji sprejemnik, ki ga je mogoče namestiti na kateri koli spodnji sprejemnik AR-15. Naboj s 300 zrni (19 g) ponuja nadzvočno izstopno hitrost 1900 ft/s (580 m/s) in 2,405 ft⋅lbf (3,261 J), podoben lažjemu .45-70, vendar z veliko manjšim tulcem.

## Vrste streliva

### .458 SOCOM 350 GR FMJ (TCJ)
Linija Full Metal Jacket (FMJ) se uporablja kot naboj za splošno uporabo.
Natančna krogla s profilom .458 SOCOM še omogoča brezhibno delovanje.
Odlično za streljanje v tarče, preizkušanje funkcije orožja in samo uvajanje te .458 SOCOM zveri.

### .458 SOCOM 500 GR, JRN, SUBSONIC
Hornady 500 gr RN je odlična strelna svinčena krogla s svinčenim ovojem. 
Odlično za težkega, velikega merjasca na razdalji 100 metrov.
Idealno za uporabo dušilca.

### .458 SOCOM 250 GR BARNES TSX
Velik votel izstrelek iz čistega bakra.
Odlično za srednji divjadi in pri katerih je prekomerna penetracija zaskrbljujoča v razponu do 100 jardov.
Razprši se do 2x premera samega premera izstrelka in ohrani 99,9% prvotne mase.

### .458 SOCOM 250 GR Xtreme Defense
Xtreme Defense (XD) uporablja tehnologijo FTM - Fluid Transfer Monolithic. Cilj zasnove je bil doseči zmogljivost in masivno votlino trajne rane ter zmanjšati globino prodiranja, tako da sovpada z nivojem osebnega udobja posameznika. 
CNC je izdelan iz trdnega bakra za premagovanje ovir za prodor. Radialne piščali, ki silijo hidravlično energijo navznoter, povečujejo tlak. 
Minimalna površina za povečanje sile na točki stika in ostri rezalni robovi, ki premagajo oviro. 
Odličen lovski naboj za srednje do velike divjadi, kadar je potreben prodor, skupaj z visokoenergetskim prenosom tekočega šoka za hitro rušenje divjadi.

### .458 SOCOM 255 GR SOLID COPPER
Izdelan iz trdne medenine, zasnovan za uporabo pri nevarni divjadi, kjer je prodor pomemben dejavnik. 
Za uporabo organov kazenskega pregona: pozitivno hranjenje s svojo obliko krogle v obliki Spitzera uporabljajo pri naletih vozil ali težkih pregrad in nima odklona vetrobranskega stekla. 

### .458 SOCOM 300 GR BARNES TTSX (TAC-X)
300 gr TTSX ali TAC-X je bil posebej zasnovan za uporabo v 458 SOCOM. Ta izstrelek bo "gobaril" pri nizkih hitrostih, njegov profil TTSX pa je odlična izbira za razdalje 100 jardov in več.
Odličen srednje velik in velik naboj za divjad, posebej za divje prašiče. 

### .458 SOCOM 300 GR JHP
Splošen tradicionalni svinčeni Hollow-point naboj, ki je dober za srednje velike in velike divjadi.

### .458 SOCOM 300 GR LEHIGH EXTREME PENETRATOR (FOR DANGEROUS GAME)
Progresivna geometrija nosu omogoča globoko, ravno prodiranje, hkrati pa ustvarja trajni premer votline rane, ki presega premer večine krogel, ki se širijo. Za povrh je krogla iz trdnega bakra, ki lahko premaga ovire za prodor; okolju prijazen, tarča neprijazna, zelo neprijazna, naravnost nesramno neprijazna, grda krogla.
Odlična izbira za srednje in velike nevarne divjadi.
Za uporabo organov pregona je odličen naboj za preboj ovir in za onemogočanje vozil. 
Izstrelek je brez svinca, vendar uporablja standardne temeljne premaze na osnovi svinca.

### .458 SOCOM 325 GR HORNADY FTX
Hornady patentirana tehnologija Flex Tip® Bullet - ob udarcu se mehka konica stisne v kroglo in sproži takojšnjo širitev na široko paleto hitrosti.
Prstan Hornady InterLock® - Enodelno, visoko antimonovo svinčeno jedro FTX® je mehansko pritrjeno na jakno z obročkom InterLock. To skupaj s posebej oblikovano jakno zagotavlja zanesljivo delovanje in največjo zadrževanje teže za globok prodor na velike ali težke divje živali.

### .458 SOCOM 350 GR BARNES TSX
Bakren (brez svinca) izstrelek, ki je zelo dober za veliko, težko divjad, kjer je potreben dodaten prodor, da bi zadel vitalne organe.

### .458 SOCOM 350 GR JSP
Izdelana krogla, zasnovana za uporabo v 458 SOCOM. Mehka konica s svinčenim jedrom. Čisto svinčeno mehko jedro pomaga zagotoviti veliko gobarjenje po zadetku tarče. 350 gr JSP ima podobno zunanjo balistiko kot 350 gr FMJ. To uporabnikom omogoča vadbo in ničelno uporabo z nižjimi stroški FMJ, nato pa za lov uporabite 350 gr JSP. 
Odlično za srednje in velike divjadi.

### .458 SOCOM 350 GR TRACER IR-DIM
Naboj SBR LaserMatch ™ so posebej zasnovane za treninge pištol.Strelcu omogočajo takojšnje povratne informacije z vizualizacijo trajektorije - uporabniki dejansko vidijo, kako krogi vplivajo na tarčo - in s tem omogočajo hitro popravljanje napak pri streljanju. Naboj SBR LaserMatch ™ so na voljo v različnih kalibrih pištol z dvema območjema sledenja: (SRVT) Standard Range Visible Tracer in (ERVT) Extended Range Visible Tracer. Na voljo so tudi v nabojih brez svinca z uporabo neosvinčenih temeljnih premazov, prahu in sledilnih komponent.
Naboj SBR LaserMatch ™ niso jedke in ne bodo škodovale cevi ali strelnemu orožju. Vidni so na gobcu in jih je mogoče videti pri dnevni svetlobi ter ustvarjajo svetlo vidno sled. ERVT ustvari RDEČO sled, SRVT pa ZELENO sled.  
Naboj SBR LaserMatch ™ so na voljo v dveh območjih sledenja, ki ustrezajo njihovim potrebam po usposabljanju. 
(SRVT) Standardni (kratki) doseg vidni sledilnik: vizualni balistični podpis do 75 jardov. Uporablja se za splošno šolanje pištol. Kartuše SRVT imajo manjšo nevarnost požara. Bullet Tips Kodirano ZELENA. 
(ERVT) Vidni sledilnik razširjenega dosega: vizualni balistični podpis presega 150 metrov. Uporaba v aplikacijah za vadbo pištol in pištol daljšega dosega. Odlično za sprožitev demonstracij in preizkušanje strelišč za ugotavljanje ranljivosti odbitka. Konica naboja Kodirano: Rdeče. 
(IR-DIM) DIM sledilniki dajejo zelo malo ali nič vidne svetlobe. Mora se ga ogledati skozi IR očala. Konica naboja Kodirano: Vijolično. 

### .458 SOCOM 400 GR JSP
Mehka konica z ovojem SBR Zasnovan za 458 SOCOM. Čisto svinčeno mehko jedro pomaga zagotoviti veliko gobarjenje ob udarcu tarče uporabnikov.  
Dodatna teža za globlji prodor. 
Odlično za veliko divjad.

## VIRI
1. ↑  »arhivska kopija«. Arhivirano iz prvotnega spletišča dne 30. oktobra 2020. Pridobljeno 18. oktobra 2020.
2. ↑  »arhivska kopija«. Arhivirano iz prvotnega spletišča dne 29. oktobra 2020. Pridobljeno 18. oktobra 2020.
3. ↑  »arhivska kopija«. Arhivirano iz prvotnega spletišča dne 21. oktobra 2020. Pridobljeno 18. oktobra 2020.
4. ↑  https://www.marsarmory.com/458socom
5. ↑  »arhivska kopija«. Arhivirano iz prvotnega spletišča dne 22. oktobra 2020. Pridobljeno 18. oktobra 2020.